# Механизированные войска Украины
Механизированные войска (укр. Механізовані війська України) — род войск, составляющий основу Сухопутных войск. Подразделения механизированных войск выполняют задачи по удержанию занятых районов, рубежей и позиций, отражению ударов противника, прорыву обороны противника, разгрому его войск, захвату важных районов, рубежей и объектов, действуют в составе морских и воздушных десантов. Механизированные соединения наряду с танковыми используются для ввода в прорыв и развития успеха на большую глубину, для окружения и разгрома противника, преследования и выполнения других задач.

## История
С 2012 года в составе вооруженных сил на базе механизированных были сформированы специализированные подразделения для действий в горной местности.
С 2014 года в составе механизированных войск Украины впервые появились мотопехотные батальоны и бригады. От механизированных формирований они отличаются меньшим количеством бронетехники (основу парка составляет автотехника), отсутствием самоходной артиллерии и согласно штатной структуре.
С 2019 года была создана первая егерская бригада, специализирующаяся на ведении боевых действий в лесистой и болотистой местности.
По состоянию на 2017 год, в механизированных войсках Украины насчитывается 22 бригады.

## Текущая структура

### Бригады
- 1-я отдельная бригада специального назначения имени Ивана Богуна
- 3-я отдельная штурмовая бригада, А4027, г. Киев
- 11-я отдельная мотопехотная бригада
- 14-я отдельная механизированная бригада имени князя Романа Великого, в/ч А1008, г. Владимир-Волынский Волынской области
- 15-я отдельная механизированная бригада, в/ч н/д
- 22-я отдельная механизированная бригада, в/ч н/д, г. Черновцы Черновицкой области
- 23-я отдельная механизированная бригада, в/ч A4741, г.Новомосковск, Днепропетровская область
- 24-я отдельная механизированная бригада имени короля Даниила, в/ч А0998, г. Яворов Львовской области
- 28-я отдельная механизированная бригада имени рыцарей Зимнего похода, в/ч А0666, пгт. Черноморское Одесской области
- 30-я отдельная механизированная бригада имени князя Константина Острожского, в/ч А0409, г. Новоград-Волынский Житомирской области
- 33-я отдельная механизированная бригада
- 47-я отдельная механизированная бригада
- 53-я отдельная механизированная бригада имени князя Владимира Мономаха, в/ч А0536 (В0927), г. Северодонецк, г. Лисичанск Луганской области
- 54-я отдельная механизированная бригада имени Ивана Мазепы, в/ч А0693 (В2970), г. Бахмут Донецкой области
- 56-я отдельная мотопехотная Мариупольская бригада, в/ч А0989 (В2095), г. Мариуполь Донецкой области
- 57-я отдельная мотопехотная бригада имени кошевого атамана Костя Гордиенко, в/ч А1736 (В4533), г. Новая Каховка Херсонской области
- 58-я отдельная мотопехотная бригада имени гетмана Ивана Выговского, в/ч А1376 (В0425), г. Конотоп Сумской области
- 59-я отдельная мотопехотная бригада имени Якова Гандзюка, в/ч А1619 (В4050), г. Гайсин Винницкой области
- 65-я отдельная механизированная бригада г. Старичи Львовской области
- 66-я отдельная механизированная бригада
- 67-я отдельная механизированная бригада
- 68-я отдельная егерская бригада имени Алексея Довбуша
- 72-я отдельная механизированная бригада имени Черных Запорожцев А2167, г. Белая Церковь Киевской области
- 88-я отдельная механизированная бригада
- 92-я отдельная механизированная бригада имени кошевого атамана Ивана Сирко, в/ч А0501, с. Клугино-Башкировка Чугуевского района Харьковской области
- 93-я отдельная механизированная бригада «Холодный Яр», в/ч А1302, пгт. Черкасское Новомосковского района Днепропетровской области
- 115-я отдельная механизированная бригада

Бригады Корпуса резерва
- 60-я отдельная механизированная бригада
- 61-я отдельная пехотная бригада г. Чернигов Черниговской области
- 62-я отдельная механизированная бригада
- 63-я отдельная механизированная бригада г.Староконстантинов Хмельницкой области
- 66-я отдельная механизированная бригада (кадра)

### Полки
- 354-й учебный механизированный полк, в/ч А1048
- 355-й учебный механизированный полк, в/ч А3211

### Силы территориальной обороны
С 2018 года на базе отрядов обороны начался процесс формирования бригад территориальной обороны по принципу «одна бригада на область». Были сформированы 25 бригад.

## Расформированные части
1992
- 110-й гвардейский окружной учебный центр
- 150-й гвардейский окружной учебный центр, Николаев

2002
- 25-я механизированная дивизия, Лубны

2003
- 22-я отдельная механизированная бригада Черновицкая область
- 161-я отдельная механизированная бригада, в/ч А2075, г. Изяслав Хмельницкой области[1]укр.
- 7-й механизированный полк, в/ч (16450)[2] Львов (24 МД)
- 310-й механизированный полк, в/ч А1625 (в/ч 32558)[3] Рава-Русская (24 МД)
- 315-й гвардейский механизированный ордена Богдана Хмельницкого полк[4], (в/ч А1034)

2004
- 5-я отдельная механизированная бригада (Ирак)[1]
- 6-я отдельная механизированная бригада (Ирак)[1]
- 15-я отдельная механизированная бригада, в/ч А0610, г. Хмельницкий[1]
- 27-я отдельная механизированная бригада, в/ч А0664, г. Белгород-Днестровский Одесской области[1]
- 52-я отдельная механизированная бригада, в/ч А0621, г. Артемовск Донецкой области[1]
- 62-я отдельная механизированная бригада, в/ч А0600, г. Бердичев Житомирской области[1]
- 97-я отдельная механизированная бригада, в/ч А1766, г. Славута Хмельницкой области[1]
- 128-я механизированная дивизия
- 327-й гвардейский механизированный полк

2005
- 7-я отдельная механизированная бригада (Ирак)[1]
- 127-я отдельная механизированная бригада, в/ч А0289, г. Феодосия АР Крым[1]

2006
- 16-я отдельная механизированная бригада, в/ч А1533, г. Болград Одесской области[1]

2008
- 84-я отдельная механизированная бригада, в/ч А0279, с. Перевальное АР Крым[1]

2012
- 21-й отдельный гвардейский механизированный Речицкий Краснознаменный орденов Суворова и Богдана Хмельницкого батальон (в/ч А1673, Закарпатская область, г. Мукачево).[a]
- 12-я отдельная механизированная бригада, в/ч А2613, г. Болград Одесской области[1]

2013
- 300-й отдельный механизированный полк, в/ч А0264, г. Черновцы[1]

2014
- 51-я отдельная механизированная бригада, в/ч А2331, г. Владимир-Волынский Волынской области[1]

## Вооружение
На вооружении бригад и полков механизированных войск Украины находятся:
- танки Т-64Б, Т-64БВ
- бронетранспортеры БТР-60, БТР-70, БТР-80, БТР-4
- боевые машины пехоты БМП-1, БМП-1У, БМП-2, БМП-3
- боевые разведывательные машины и боевые разведывательно-дозорные машины БРМ-1, БРДМ-2
- САУ, БМ-21, 100 мм МТ-12, ПТРК, ЗРК, ПЗРК и ЗПРК.

Отличие мотопехотных бригад от механизированных — в штатной структуре и меньшем количестве бронетехники, а также отсутствии самоходной артиллерии; основу транспортного парка составляют автомобили.

## Традиции
19 апреля 2019 года Президентом Украины Порошенко с целью чествования мужества и героизма воинов механизированных, мотопехотных, горно-штурмовых воинских частей и подразделений Сухопутных войск Вооруженных Сил Украины, проявленных в борьбе за свободу, независимость и территориальную целостность Украины был установлен День пехоты, ежегодно отмечаемый 6 мая.

## Комментарии
1. ↑  Во исполнение требований Директивы Министра обороны Украины от 23.04.2012 года № Д-322/1/5дск войсковая часть А1673 подлежит расформированию (ликвидации в полном объеме) 31.12.2012 года. Правопреемником является войсковая часть А1556 (г. Мукачево).